# Cleome chodatiana
Cleome chodatiana är en paradisblomsterväxtart som beskrevs av Hugh Hellmut Iltis. Cleome chodatiana ingår i släktet paradisblomstersläktet, och familjen paradisblomsterväxter. Inga underarter finns listade i Catalogue of Life.